# 1793 en arts plastiques
| Années des arts plastiques : 1790 - 1791 - 1792 - 1793 - 1794 - 1795 - 1796    |
| Décennies des arts plastiques : 1760 - 1770 - 1780 - 1790 - 1800 - 1810 - 1820 |

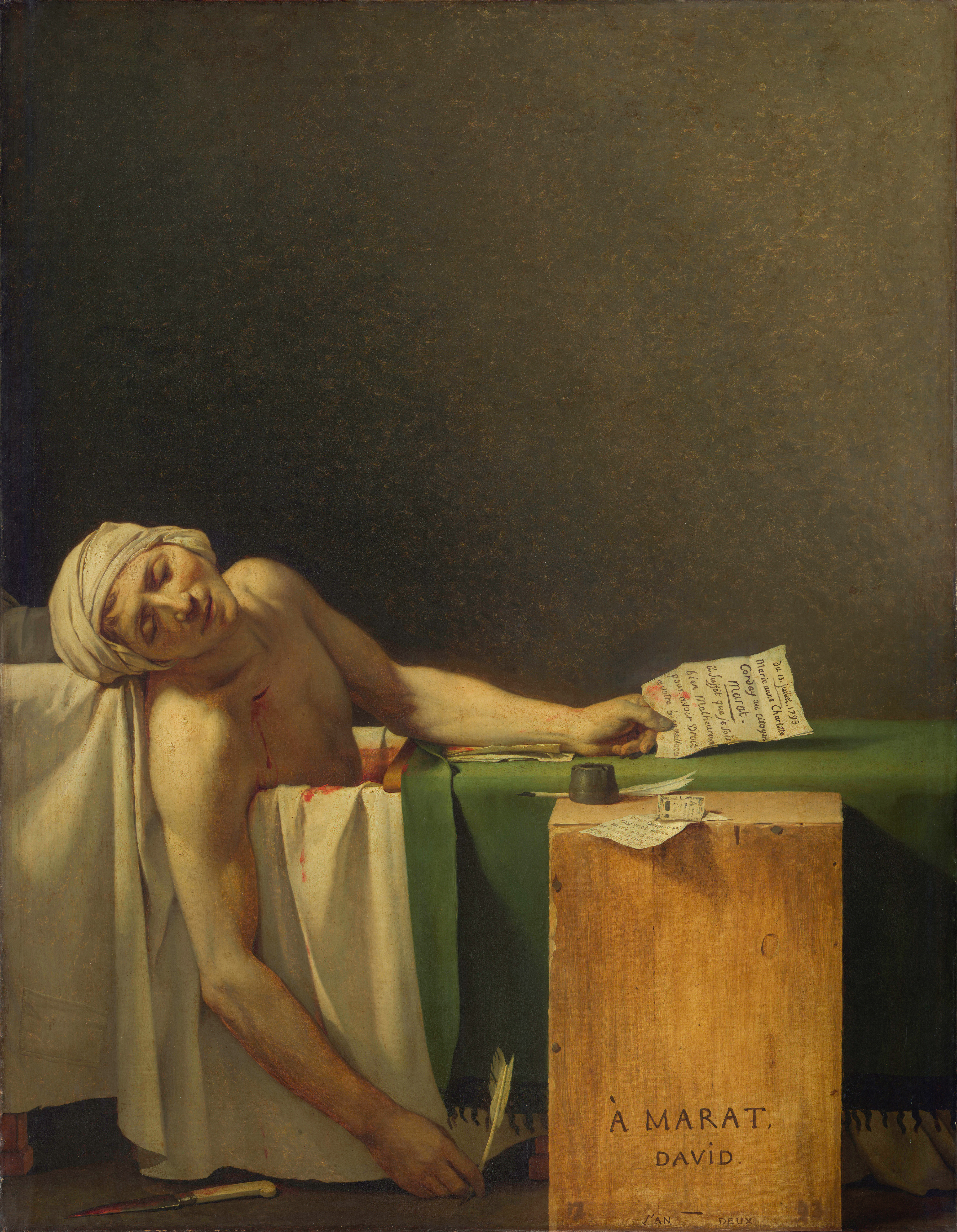
La Mort de Marat de Jacques-Louis David.

Cette page concerne l'année 1793 en arts plastiques.

## Événements
- 10 août (23 thermidor an 1er): Ouverture du Salon de peinture et de sculpture, organisé par la Commune générale des arts au musée du Louvre, où sont exposées 835 œuvres. David pris par ses activités politiques n'y participe pas. Le Salon est marqué par la première participation d'Anne-Louis Girodet dont l'œuvre qu'il présente, le Sommeil d'Endymion un grand nu auparavant destiné aux envois de Rome, est remarqué pour son caractère innovant préfigurant le Romantisme[1].
- 14 novembre : La Mort de Marat de David est offert à la Convention.

## Œuvres
- 1790-1793 : commande pour Sebastián Martínez y Pérez :
  - Femmes conversant, huile sur toile de Francisco de Goya
  - Mujer dormida, huile sur toile de Francisco de Goya
  - El Sueño, huile sur toile de Francisco de Goya
- 1790-1795 : Autoportrait dans l'atelier, huile sur toile de Francisco de Goya
- La Mort du picador, huile sur fer-blanc de Francisco de Goya.
- 1793-1794 : Des acteurs comiques ambulants, huile sur fer-blanc de Francisco de Goya.
- 1793-1794 : Asalto de ladrones, huile sur fer-blanc de Francisco de Goya.
- Les Derniers Moments de Michel Lepeletier, huile sur toile de Jacques-Louis David (tableau disparu).

## Naissances
- 10 février : François Alexandre Pernot, peintre et dessinateur français († 3 novembre 1865),
- 13 février : Philipp Veit, |peintre allemand († 18 décembre 1877),
- 8 novembre : Antoine Chazal, peintre et graveur français († 12 août 1854),
- 16 novembre : Francis Danby, peintre irlandais († 9 février 1861),
- ? : Michele Ridolfi, peintre italien († 1854).

## Décès
- 1er janvier : Francesco Guardi, peintre italien (° 5 octobre 1712),
- 1er mars : Ramón Bayeu, peintre espagnol (° 1746),
- 17 avril : Nicolas-Jean-Baptiste Raguenet, peintre français (° 23 juillet 1715),
- 29 avril : John Webber, peintre anglais (° 6 octobre 1751),
- 8 mai : Tadeusz Kuntze, peintre d'origine silésienne (° 20 avril 1727),
- 15 mai : Pierre Adolphe Hall, miniaturiste suédo/français (° 23 février 1739),
- 9 septembre : Peter Perez Burdett, cartographe, géomètre, dessinateur, peintre et graveur britannique (° vers 1734),
- 13 septembre : Charles-Eugène Duponchel, graveur français (° 2 novembre 1748),
- 5 octobre : José del Castillo, peintre et graveur espagnol (° 14 octobre 1737),
- 14 novembre : Remi-Fursy Descarsin, peintre français (° (1747),
- 20 novembre : Teodor Ilić Češljar, peintre serbe (° (1746),
- 13 décembre : Michel-Bruno Bellengé, peintre français (° 1726),
- ? :  Qian Zai, peintre de fleurs chinois (° 1708),
- Après 1793 :
  - Nazario Nazari : peintre italien (° 1724).